# Mutisia
Genre
Classification phylogénétique
Mutisia est un genre de plante à fleurs de la famille des Asteraceae.

## Liste d'espèces
- Mutisia acerosa Poepp. ex Less.
- Mutisia acuminata Ruiz & Pav.
- Mutisia alata Hieron.
- Mutisia andersonii Sodiro ex Hieron.
- Mutisia araucana Phil.
- Mutisia brachyantha Phil.
- Mutisia burkartii Cabrera
- Mutisia caldasiana Cuatrec.
- Mutisia campanulata Less.
- Mutisia cana Poepp. & Endl.
- Mutisia castellanosii Cabrera
- Mutisia coccinea A.St.-Hil.
- Mutisia cochabambensis Hieron.
- Mutisia comptoniifolia Rusby
- Mutisia decurrens Cav.
- Mutisia digodon
- Mutisia discoidea Harling
- Mutisia friesiana Cabrera
- Mutisia glabrata Cuatrec.
- Mutisia grandiflora Humb. & Bonpl.
- Mutisia hamata Reiche
- Mutisia hieronymi Sodiro ex Cabrera
- Mutisia homoeantha Wedd.
- Mutisia ilicifolia Cav.
- Mutisia ilicifolia Hook.
- Mutisia intermedia Hieron.
- Mutisia kurtzii R.E.Fr.
- Mutisia lanata Ruiz & Pav.
- Mutisia lanigera Wedd.
- Mutisia latifolia D.Don
- Mutisia ledifolia Decne. ex Wedd.
- Mutisia lehmannii Hieron.
- Mutisia linearifolia Cav.
- Mutisia linifolia Hook.
- Mutisia lutzii G.M.Barroso
- Mutisia macrophylla Phil.
- Mutisia magnifica C.Ulloa & P.Jørg.
- Mutisia mandoniana Wedd. ex Cabrera
- Mutisia mathewsii Hook. & Arn.
- Mutisia microcephala Sodiro ex Cabrera
- Mutisia microneura Cuatrec.
- Mutisia microphylla Willd. ex DC.
- Mutisia ochroleuca Cuatrec.
- Mutisia oligodon Poepp. & Endl.
- Mutisia orbignyana Wedd.
- Mutisia pulcherrima Muschl.
- Mutisia retusa J.Rémy
- Mutisia rimbachii Sodiro ex S.K.Harris
- Mutisia rosea Poepp. ex Less.
- Mutisia saltensis Cabrera
- Mutisia santanderana Cuatrec.
- Mutisia sinuata Cav.
- Mutisia sodiroi Hieron.
- Mutisia speciosa Aiton ex Hook.
- Mutisia spectabilis Phil.
- Mutisia spinosa Ruiz & Pav.
- Mutisia splendens Renjifo
- Mutisia stuebelii Hieron.
- Mutisia subspinosa Cav.
- Mutisia tridens Poepp. ex Less.
- Mutisia vicia J. Koster
- Mutisia viridis Cuatrec.